# 83a Brigada Mixta (Exèrcit Popular de la República)
La 83a Brigada Mixta va ser una unitat de l'Exèrcit Popular de la República creada durant la Guerra civil espanyola a partir de la militarització de la columna de Ferro. Va arribar a operar en els fronts de Terol, Llevant i el Centre.

## Historial

### Front de Terol
La unitat va ser creada al març de 1937, en el front de Terol a partir de la militarització de la columna de Ferro. La 83a BM va ser integrada en la 41a Divisió, al costat d'altres forces recentment militaritzades. Per a la prefectura de la brigada va ser designat el comandant d'infanteria Joaquín García-Morato Ruiz.
El mes de juliol, la 83a BM va ser enviada al sector d'Albarrasí com a reforç enfront de la contraofensiva franquista que va seguir la conquista republicana de la localitat. Després de la seva arribada a la zona va venir a substituir la 42a Divisió republicana, molt infringida després dels atacs franquistes. Al començament d'agost, la brigada va quedar enquadrada en la provisional divisió «A», posteriorment renumerada com a 64a Divisió del XIX Cos d'Exèrcit. Durant les següents jornades, va haver de resistir els contraatacs enemics, que van començar el 4 d'agost i es van allargar fins al dia 21, aconseguint mantenir les seves posicions.
A la fi de 1937, la unitat, que seguia agregada a la 64a Divisió va participar en la batalla de Terol. El 16 de desembre, va participar en la presa de Campillo, quedant posteriorment com una unitat de suport. El dia 30, els franquistes van llançar una contraofensiva que pretenia aixecar el cèrcol de Terol, atacant pel sector de Campillo. La 81a Brigada va retrocedir davant la pressió enemiga, perdent Campillo i provocant una bretxa en el front que també va arrossegar a la 83a BM en la seva retirada. Després de la conquesta republicana de la capital terolenca, la unitat va quedar situada en el flanc esquerre del front, on no va tenir una activitat destacada.

### Combats en Llevant
En acabar les operacions militars a Terol, la 83a BM va tornar a quedar agregada a la 41a Divisió. A mitjan abril de 1938, després del tall en dos de la zona republicana, va ser agregada a la Divisió «Extremadura» i destinada al sector costaner. Atacada per les forces del militar franquista Rafael García Valiño, la 83a BM va sofrir un fort desgast i l'11 de maig va haver de ser rellevada per elements de la 14a Divisió. L'endemà, la brigada es trobava combatent en el sector d'Albocàsser-les Coves de Vinromà.
Estant en el sector de La Iglesuela del Cid, la unitat va sofrir un dur crebant davant els atacs enemics, havent de cedir terreny. Per al 29 de maig, tenia les seves posicions en la d'Ares del Maestrat-La Flama. Un dia després, després d'haver cedit terreny i davant el perill de quedar voltada, la 83a BM es va retirar al costat de tota la divisió cap a Albocàsser, i després cap a Castelló de la Plana. El 10 de juny, la 83a BM es trobava cobrint part del flanc dret de Castelló de la Plana, si bé el dia 13 va haver de fer front a un atac enemic en les altures de «Choquera». La brigada va llançar diversos contraatacs en la serra de Borriol, si bé el dur càstig al qual la va sotmetre la 4a Divisió de Navarra la va obligar finalment a retirar-se cap a la capital castellonenca. Després de la caiguda d'aquesta, la unitat va ser retirada a rereguarda per a ser sotmesa una reorganització.

### Final de la guerra
Després del final dels combats en Llevant, la unitat va passar a ser assignada a la 73a Divisió, quedant com a reserva general del Grup d'Exèrcits de la Regió Central (GERC). El 8 de març de 1939, durant l'anomenat Cop de Casado, la 83a BM va acudir urgentment a Madrid en suport de les forces casadistas, on va col·laborar en l'assalt a la Posició «Jaca». Posteriorment va avançar sobre el nucli urbà de Madrid, en suport de les forces del coronel Armando Álvarez Álvarez.

## Publicacions
La 83a BM va arribar a editar una publicació pròpia, Columna de Hierro, un periòdic que s'editava a Vinaròs.

## Comandaments
Comandants
- comandant d'infanteria Joaquín García-Morato Ruiz;[n. 1]

Comissaris
- José Segarra Puig;[13] de la CNT;
- Ernesto Orgaz Grau,[14] de la CNT;

Caps d'Estat Major
- capità d'infanteria Emilio Soler Serrano;
- capità de milícies Francisco Cardona Rosell;